# Finland i olympiska vinterspelen 2014
Finland deltar i de Olympiska vinterspelen 2014 i Sotji, Ryssland med en trupp på 103 aktiva. Fanbärare i den finska truppen på invigningen i Sotjis Olympiastadion var Enni Rukajärvi, snowboardåkare.
Finland hade en trupp på 103 aktiva som tävlade i alpin skidåkning, skidskytte, längdskidåkning, freestyle, ishockey, backhoppning, snowboard och skridskor.

## Medaljer
Finland vann 5 medaljer, 1 guld, 2 silver och 1 brons.
| Valör | Namn | Sport           | Gren                        | Datum            |
| ----- | --- | --------------- | --------------------------- | ---------------- |
| 1     | Iivo Niskanen Sami Jauhojärvi | Längdskidåkning | Herrarnas teamsprint        | 19 februari 2014 |
| 2     | Enni Rukajärvi | Snowboard       | Damernas slopestyle         | 9 februari 2014  |
| 2     | Anne Kyllönen Krista Lähteenmäki Kerttu Niskanen Aino-Kaisa Saarinen | Längdskidåkning | Damernas stafett            | 15 februari 2014 |
| 2     | Kerttu Niskanen Aino-Kaisa Saarinen | Längdskidåkning | Damernas teamsprint         | 19 februari 2014 |
| 3     | Finlands herrlandslag i ishockey: Juhamatti Aaltonen Aleksander Barkov Mikael Granlund Juuso Hietanen Jarkko Immonen Jussi Jokinen Olli Jokinen Leo Komarov Petri Kontiola Lauri Korpikoski Lasse Kukkonen Jori Lehterä Kari Lehtonen Sami Lepistö Olli Määttä Antti Niemi Antti Pihlström Tuukka Rask Tuomo Ruutu Sakari Salminen Sami Salo Teemu Selänne Kimmo Timonen Sami Vatanen Ossi Väänänen | Ishockey        | Herrarnas ishockeyturnering | 22 februari 2014 |